# (32320) 2000 QN51
2000 QN51 (asteroide 32320) é um asteroide da cintura principal. Possui uma excentricidade de 0.08134830 e uma inclinação de 10.80164º.
Este asteroide foi descoberto no dia 24 de agosto de 2000 por LINEAR em Socorro.